# Digital Prototyping
Digital Prototyping ist ein aus dem Amerikanischen stammender Begriff aus dem Gebiet des Maschinenbau-Ingenieurwesens; er bezeichnet eine Vorgehensweise in der technischen Entwicklung. Mit Digital Prototyping soll die Entwicklungszeit von neuen Produkten verkürzt, die Kosten der Entwicklung gesenkt und die Qualität der Produkte verbessert werden.
Der Grundgedanke des Verfahrens ist, die zur Funktionsprüfung von Neuentwicklungen notwendigen Prototypen oder Versuchsmuster weniger als körperliche Prototypen zu testen, sondern sie vielmehr als „virtuelle“ oder „digitale Prototypen“, also als Computermodelle zu prüfen.
Die Basis für Digital Prototyping stellt dabei ein 3D-CAD-Modell des Produktes dar. Ausgehend von diesem 3D-Modell können mit rechnerischen Verfahren wie der Mehrkörper-Simulation (kinematische und dynamische Simulation), Finite-Elemente-Methode, Visualisierung, Einbau- und Montagesimulation usw. unterschiedliche Aspekte eines Produkts untersucht werden, die ansonsten in aufwändigen Versuchsreihen mit physischen Modellen überprüft werden müssten.
Die Vorteile von Digital Prototyping sind unter anderem:
1. Digitale Prototypen verursachen in der Regel geringere Kosten als physische Prototypen.
2. Zahlreiche Konstruktionsvarianten können am Computer leicht ausgetestet und optimiert werden.
3. Digitale Prototypen erleichtern und ermöglichen die gemeinsame Entwicklung über Abteilungs-, Firmen- oder geografische Grenzen hinweg. Die jeweils besten Spezialisten und Partner weltweit können in ein digitales Entwicklungsnetzwerk eingebunden werden.
4. Tests von Prototypen können am Rechner schneller durchgeführt werden als mit physischen Modellen.
5. Die während des Entwicklungsprozesses zwangsläufig auftretenden Konstruktionsänderungen können in eine frühe Phase der Entwicklung verlegt werden, wo sie wesentlich geringere Kosten verursachen als später.

Eine wichtige Voraussetzung des Digital Prototyping ist die Durchgängigkeit der Daten durch alle Phasen der Produktentwicklung, also von der Konzeption über die Konstruktion bis zur Fertigung und Montage. Dabei unterstützen Systeme für das Produktdatenmanagement.
Das Verfahren des Digital Prototyping ist heutzutage Standard bei der Entwicklung von Automobilen, Flugzeugen und vielen langlebigen Konsumgütern. Der Maschinenbau und die mittelständische Industrie setzen Digital Prototyping in wachsendem Maß ein. Ein Grund dafür ist die Tatsache, dass die Kosten für 3D-CAD-Systeme und andere Lösungskomponenten für die Realisierung von Digital Prototyping in den letzten Jahren stetig gefallen sind.

## Fachliteratur
- Philipp Grieb: Digital Prototyping – Virtuelle Produktentwicklung im Maschinenbau. Carl Hanser Verlag, München / Wien 2010, ISBN 978-3-446-42318-3.